# ملوی
یکی از شهرستان‌های استان منیا کشور مصر است.
روستاهای مهم آن عبارت‌اند از:
- ابشادات
- دیر البرشنا
- دروه
- معصره ملوی
- نوای
- قلندول
- تنده
- تونه الجبل